# ファシプロン
ファシプロン（英語:Fasiplon）は非ベンゾジアゼピン系の抗不安薬である。イミダゾピリミジンに分類される。ファシプロンはGABAA受容体にベンゾジアゼピンの位置に強く結合する。他の動物にも同様の効果を見せる。ただし、精神安定剤や筋弛緩剤の効果は少ない。1990年代にルーセル・ウラア社の研究チームが発見した。